# Sven Hoffmeister
Sven Hoffmeister (Hannover, 1970. október 13. –) német labdarúgókapus, az FSV Mainz 05 kapusedzője.